# Wilhelm Bracke
Pour les articles homonymes, voir Bracke (homonymie).
Hermann August Franz Wilhelm Gotthard Bracke (né le 29 mai 1842 à Brunswick, mort le 27 avril 1880 à Brunswick) est un social-démocrate allemand, éditeur et journaliste. Il a contribué à la fondation du Parti ouvrier social-démocrate (SDAP), qui deviendra le SPD.

## Biographie
Fils d'Andreas Bracke, propriétaire de l'usine, il souhaite étudier, contre la volonté de son père, la gestion d'affaires pour reprendre son activité. Il étudie ensuite la physique-chimie à l'Université technique Carolo-Wilhelmina de Brunswick et devient membre de l'Association générale des travailleurs allemands (ADAV). De plus en plus, il s'engage en politique, crée la section locale de l'ADAV et intègre le conseil d'administration.
En 1869, à Hanovre, il rencontre, par l'entremise de Louis Kugelmann, Karl Marx avec qui il va correspondre toute sa vie. Au sein de l'ADAV, il fait partie de l'opposition proche de August Bebel et Wilhelm Liebknecht. Cette opposition lui vaut de faire partie des exclus de l'ADAV. Ces derniers choisissent de fonder le 9 août 1869 à Eisenach le Parti ouvrier social-démocrate (SDAP).
Après la fondation de ce nouveau parti, il en devient le porte-parole. En 1870, il est arrêté pour un appel à la paix et condamné à trois mois d'emprisonnement. Après sa libération, il fonde sa propre maison d'édition et le journal Braunschweiger Volksfreund. Il publie la première biographie de Karl Marx.
En 1872, il est élu comme le premier membre social-démocrate du conseil municipal de Brunswick. En 1877, il est député au Reichstag et exprime à la tribune son opposition aux lois antisocialistes. Il démissionne en 1879 pour des raisons de santé.
Lorsqu'il meurt en 1880, 30 000 personnes assistent à son enterrement à Brunswick.